# Ichneumon mordax
Ichneumon mordax är en stekelart som beskrevs av Joseph Kriechbaumer 1875. Ichneumon mordax ingår i släktet Ichneumon och familjen brokparasitsteklar. Arten är reproducerande i Sverige. Inga underarter finns listade i Catalogue of Life.